# Джорджо Мородер
Джовани Джорджо Мородер (на италиански: Giovanni Giorgio Moroder) е италиански композитор, автор на песни и музикален продуцент. Наричан е „бащата на диското“, тъй като има големи заслуги в популяризирането на евродиското и електронната танцова музика. Работата му със синтезаторите оказва огромно влияние върху няколко музикални жанра, сред които: Hi-NRG, италодиско, ню уейв, хаус и техно.
През 1970-те години в Мюнхен, Мородер основава свой собствен лейбъл – Oasis Records, който няколко години по-късно става подразделение на Casablanca Records. Той е учредител на Musicland Studios в Мюнхен – звукозаписно студио, което е използвано от много изпълнители, включително Ролинг Стоунс, Илектрик Лайт Оркестра, Лед Зепелин, Дийп Пърпъл, Куийн и Елтън Джон. Създава сингли за Дона Съмър от средата до края на 1970-те години. През този период издава и множество албуми, включително E=MC2 (1979), който е първият изцяло цифрово записан албум.
По-късно започва да композира саундтракове за филми, включително за Среднощен експрес, Американско жиголо, Супермен III, Белязаният, Приказка без край и версията от 1984 г. на Метрополис. Саундтракът Chase към Среднощен експрес спечелва Оскар и Златен глобус. Също така продуцира редица електронни диско песни за The Three Degrees, два албума за Sparks и много песни за албума Bitterblue на Бони Тайлър. През 1990 г. композира Un'estate italiana – официалният саундтрак на Световното първенство по футбол през същата година.
В хода на кариерата си, Мородер написва множество песни за известни изпълнители, включително за Дейвид Бауи, Кайли Миноуг, Айрин Кара, Джанет Джаксън, Мелиса Манчестър, Блонди и много други. Самият той се гордее най-вече с песента Take My Breath Away на групата Берлин, която му спечелва два Златни глобуса и един Оскар през 1986 г. Той спечелва същите награди още през 1983 г. за песента Flashdance... What a Feeling на Айрин Кара. Освен тези награди, Мородер е носител и на четири награди Грами и две награди Изборът на публиката. През 2004 г. е включен в Залата на славата на танцовата музика.

## Дискография

### Студийни албуми
- That's Bubblegum – That's Giorgio (1969)
- Giorgio (1970)
- Son of My Father (1972)
- Giorgio's Music (1973)
- Einzelgänger (1975)
- Knights in White Satin (1976)
- From Here to Eternity (1977)
- Love's in You, Love's in Me (1978)
- E=MC2 (1979)
- Solitary Men (1983)
- Innovisions (1985)
- Philip Oakey & Giorgio Moroder (1985)
- To Be Number One (1990)
- Forever Dancing (1992)
- Déjà Vu (2015)

### Компилации
- From Here to Eternity... And Back (1985)
- 16 Early Hits (1996)
- The Best of Giorgio Moroder (2001)